# 奧爾良的伊莎貝爾 (1878年—1961年)
伊莎贝尔·玛丽·罗拉·梅西蒂·费迪南德（法語：Isabelle Marie Laure Mercédès Ferdinande，1878年5月7日—1961年4月21日），是法国奥尔良王朝公主和吉斯公爵夫人。
她的父亲巴黎伯爵腓力七世是奥尔良王朝法国国王路易-菲利普一世的孙子。1886年，法国第三共和国推翻了所有法国的王室。伊莎贝尔一家流亡到英格兰。
年轻的伊莎贝尔不乏求婚者，其中包括比利时国王阿尔贝一世，但最终因后者家人反对而不了了之。
1899年，她和堂哥吉斯公爵让三世结婚。让在她的哥哥奥尔良公爵腓力八世逝世后被奥尔良支持者视为新一任法国国王，是为让三世，但不获得正统派承认。她和让育有四名孩子。